# Wind Breaker
Wind Breaker è un manga scritto e disegnato da Satoru Nii. Viene serializzato dal 13 gennaio 2021 sul sito web di manga Magazine Pocket di Kōdansha. A giugno 2025 sono stati pubblicati 22 volumi tankōbon. Un adattamento anime prodotto da CloverWorks è stato trasmesso dal 4 aprile al 27 giugno 2024. Una seconda stagione è stata trasmessa dal 3 aprile al 19 giugno 2025. L'adattamento cinematografico live-action è previsto in Giappone per dicembre 2025.

## Trama
La Fuurin è una scuola nota per avere gli studenti con i peggiori rendimenti scolastici e i combattenti più forti in circolazione. Volendo diventare il più forte di tutti e venire considerato alla stregua di un eroe, Haruka Sakura si unisce a un gruppo nato per proteggere la città.

## Personaggi
Haruka Sakura (桜 遥?, Sakura Haruka)
Doppiato da: Yuma Uchida (ed. giapponese), Federico Viola (ed. italiana)
Studente trasferito al primo anno della scuola superiore Fuurin, con l'obiettivo di raggiungere la vetta. Ha un aspetto unico grazie all'eterocromia dei capelli e degli occhi, ma questo, insieme alla sua goffaggine sociale, lo ha portato all'emarginazione. Nonostante la sua testardaggine e il comportamento da tsundere, Sakura ha un forte senso della giustizia e un cuore sensibile alle storie d'amore. Tuttavia, il suo passato lo ha reso diffidente nei confronti delle amicizie, poiché la sua forza ha suscitato l'odio degli altri.
Akihiko Nirei (楡井 秋彦?, Nirei Akihiko)
Doppiato da: Shōya Chiba (ed. giapponese), Matteo Garofalo (ed. italiana)
Studente del primo anno della scuola superiore Fuurin che in seguito diventerà il braccio destro di Sakura insieme a Suō. Sebbene non sia molto forte, Nirei porta sempre con sé un taccuino e una penna e conosce bene i delinquenti delle altre scuole.
Kyotaro Sugishita (杉下 京太郎?, Sugishita Kyōtarō)
Doppiato da: Kōki Uchiyama (ed. giapponese), Andrea Colombo Giardinelli (ed. italiana)
Studente del primo anno della scuola superiore Fuurin che non parla molto, Sugishita è il rappresentante della scuola e il fedele lacchè di Umemiya.
Hayato Suo (蘇枋 隼飛?, Suō Hayato)
Doppiato da: Nobunaga Shimazaki (ed. giapponese), Marcello Gobbi (ed. italiana)
Studente del primo anno della scuola superiore Fuurin che in seguito diventerà il braccio destro di Sakura insieme a Nirei. Suō porta una benda sull'occhio, ha uno stile di combattimento calmo e ha senso dell'umorismo.
Hajime Umemiya (梅宮 一?, Umemiya Hajime)
Doppiato da: Yūichi Nakamura (ed. giapponese), Jacopo Calatroni (ed. italiana)
Studente del terzo anno e rappresentante della scuola superiore Fuurin. Nonostante sia il leader, Umemiya è allegro e ama il giardinaggio, cosa che spinge Sakura a mettere in dubbio il suo status di leader. È anche il fratello adottivo protettivo di Kotoha.
Toma Hiragi (柊 登馬?, Hiiragi Tōma)
Doppiato da: Ryōta Suzuki (ed. giapponese), Francesco Rizzi (ed. italiana)
Studente del terzo anno della scuola superiore Fuurin e uno dei Quattro Generali Celesti.
Taiga Tsugeura (柘浦 大河?, Tsugeura Taiga)
Doppiato da: Kengo Kawanishi (ed. giapponese), Alberto Franco (ed. italiana)
Uno studente trasferitosi al primo anno della scuola superiore Fuurin, ossessionato dall'allenamento muscolare e dal chiedere alle persone della loro "estetica".
Mitsuki Kiryu (桐生 三輝?, Kiryu Mitsuki)
Doppiato da: Toshiyuki Toyonaga (ed. giapponese), Lorenzo Briganti (ed. italiana)
Uno studente del primo anno della scuola superiore Fuurin a cui piace giocare ai videogiochi.
Ren Kaji (梶 蓮?, Kaji Ren)
Doppiato da: Nobuhiko Okamoto (ed. giapponese), Gabriele Bigioni (ed. italiana)
Studente del secondo anno della scuola superiore Fuurin e capitano di classe della prima classe. Kaji è solito indossare le cuffie quando ascolta musica ad alto volume.
Kotoha Tachibana (橘 ことは?, Tachibana Kotoha)
Doppiata da: Ikumi Hasegawa (ed. giapponese), Joy Saltarelli (ed. italiana)
Una lavoratrice di un bar del quartiere che è come una sorella maggiore per gli studenti Fuurin, nonostante sia più giovane di loro. Kotoha è la sorella adottiva di Umemiya.
Chōji Tomiyama (兎耳山 丁子?, Tomiyama Chōji)
Doppiato da: Kikunosuke Toya (ed. giapponese), Simone Lupinacci (ed. italiana)
L'allegro leader della Shishitoren.
Jō Togame (十亀 条?, Togame Jō)
Doppiato da: Yūichirō Umehara (ed. giapponese), Andrea Oldani (ed. italiana)
Il comandante in seconda della Shishitoren.
Kōta Sako (佐狐 浩太?, Sako Kōta)
Doppiato da: Chiaki Kobayashi (ed. giapponese), Ezio Vivolo (ed. italiana)
Un membro della Shishitoren.
Yukinari Arima (有馬 雪成?, Arima Yukinari)
Doppiato da: Masaaki Mizunaka (ed. giapponese), Gabriele Donolato (ed. italiana)
Un membro della Shishitoren.
Minoru Kanuma (鹿沼 稔?, Kanuma Minoru)
Doppiato da: Hiromu Mineta (ed. giapponese), Sebastiano Tamburrini (ed. italiana)
Un membro della Shishitoren.
Tasuku Tsubakino (椿野佑?, Tsubakino Tasuku)
Doppiata da: Ryōta Ōsaka (ed. giapponese)
Shingo Natori (名取 慎吾?, Natori Shingo)
Doppiato da: Junya Enoki (ed. giapponese)
Seiryū Sakaki (榊 晴竜?, Sakaki Seiryū)
Doppiato da: Sōma Saitō (ed. giapponese)
Uryū Sakaki (榊 雨竜?, Sakaki Uryū)
Doppiato da: Kazuki Ura (ed. giapponese)

## Media

### Manga
La serie, scritta e disegnata da Satoru Nii, viene serializzata dal 13 gennaio 2021 sul sito web Magazine Pocket di Kōdansha. I capitoli vengono raccolti in volumi tankōbon dal 7 maggio 2021; al 9 giugno 2025 il numero totale ammonta a 22.
In Italia la serie è stata annunciata durante il Lucca Comics & Games 2022 da Panini Comics che la pubblica sotto l'etichetta Planet Manga a partire dal 19 aprile 2023. La traduzione dei testi è curata da Susanna Scrivo, mentre il lettering è realizzato da Lara Iacucci.
La serie viene distribuita anche negli Stati Uniti da Kodansha USA, in Polonia da Studio JG, in Francia da Pika Édition, in Spagna da Distrito Manga, in Germania da Tokyopop, in Brasile da Panini Comics, in Taiwan da Sharp Point Press e in Indonesia da Phoenix Gramedia Indonesia.

#### Volumi
| 1  | 7 maggio 2021 | ISBN 978-4-06-522979-8                                                      | 19 aprile 2023   | ISBN 978-88-287-4790-1 |
| 1  | Capitoli - 1. Sakura e il Fuurin (サクラとフウリン?, Sakura to Fuurin) - 2. L'eroe tanto desiderato (憧れのヒーロー?, Akogareno Hīrō) - 3. Il fanatico (狂信者?, Kyōshinja) - 4. Colui che si erge sulla vetta (頂に立つ男?, Itadaki ni tatsu otoko) - 5. Teste di leone (獅子頭連?, Shishigashira ren) |                                                                             |                  |                        |
| 2  | 9 luglio 2021 | ISBN 978-4-06-524015-1                                                      | 22 giugno 2023   | ISBN 978-88-287-4478-8 |
| 2  | Capitoli - 6. Scintilla (火種?, Hidane) - 7. Hajime Umemiya (梅宮 一?, Umemiya Hajime) - 8. Scontro (衝突?, Shōtotsu) - 9. La notte prima della battaglia decisiva (決戦前夜?, Kessen zen'ya) - 10. Kyotaro Sugishita VS. Yukinari Arima (杉下京太郎vs.有馬雪成?, Sugishita Kyōtarō vs. Arima Yukinari) - 11. Un uomo gentile (優しい男?, Yasashī otoko) - 12. La scala degli adulti (大人の階段?, Otona no kaidan) - 13. Destino (因縁?, In'nen) - 14. Dio delle arti marziali (武神?, Bushin) |                                                                             |                  |                        |
| 3  | 9 settembre 2021 | ISBN 978-4-06-524849-2                                                      | 10 agosto 2023   | ISBN 978-88-287-5222-6 |
| 3  | Capitoli - 15. Ricalcando le sue orme (その背中を追って?, Sono senaka o otte) - 16. La vera forza del vice capo (副頭取の実力?, Fuku tōdori no jitsuryoku) - 17. Una battaglia dalla quale non uscire sconfitto (負けられない戦い?, Make rarenai tatakai) - 18. Stravolgimento (異変?, Ihen) - 19. Il sole al tramonto (斜陽?, Shayō) - 20. Datti una svegliata! (目ぇ覚ませ?, Me samase) - 21. Alla fine di una battaglia all'ultimo sangue (激闘の果て?, Gekitō no hate) - 22. Ereditare un'idea (思いを継いで?, Omoi o tsuide) - 23. Scontro al vertice (頂点vs.頂点?, Chōten vs. chōten)                                                                      |                                                                             |                  |                        |
| 4  | 9 novembre 2021 | ISBN 978-4-06-525995-5                                                      | 19 ottobre 2023  | ISBN 978-88-287-7122-7 |
| 4  | Capitoli - 24. Cedimento (決壊?, Kekkai) - 25. Urlo (叫び?, Sakebi) - 26. Guardarsi indietro con nostalgia (懐古?, Kaiko) - 27. Responsabilità (けじめ?, Kejime) - 28. Lo stile di Umemiya (梅宮の流儀?, Umemiya no ryūgi) - 29. Il sole sorgerà ancora (陽はまた昇る?, Hihamata no boru) - 30. Conversazione (対話?, Taiwa) - 31. Nuovi amici (新たな級友?, Aratana kyūyū) - 32. Muscle & Gentle (マッスル&ジェントル?, Massuru & Jentoru) |                                                                             |                  |                        |
| 5  | 7 gennaio 2022 | ISBN 978-4-06-526596-3                                                      | 21 dicembre 2023 | ISBN 978-88-287-7205-7 |
| 5  | Capitoli - 33. Tre eroi (三勇士?, Myuji) - 34. Capoclasse (級長?, Kyūchō) - 35. Ren Kaji (梶 蓮?, Kaji Ren) - 36. Qualcuno su cui contare (頼られる者?, Tayora reru mono) - 37. Un passo (一歩?, Ichi ho) - 38. I quattro Guardiani Celesti (四天王?, Shiten'nō) - 39. Pericolo (危機?, Kiki) - 40. Promessa (約束?, Yakusoku) - 41. Per un amico (友のため?, Tomo no tame) |                                                                             |                  |                        |
| 6  | 9 marzo 2022 | ISBN 978-4-06-527281-7                                                      | 15 febbraio 2024 | ISBN 978-88-287-7872-1 |
| 6  | Capitoli - 42. Rabbia (怒り?, Ikari) - 43. Assassini (刺客?, Shikaku) - 44. Determinazione (覚悟?, Kakugo) - 45. Ciò che andrebbe protetto (守るべきもの?, Mamoru beki mono) - 46. Cartello stradale (道標?, Michishirube) - 47. Chi comanda (支配者?, Shihaisha) - 48. Contrattacco (反撃?, Hangeki) - 49. Prova di umanità (人間の証明?, Ningen no shōmei) - 50. Impeto (激情?, Gekijō) |                                                                             |                  |                        |
| 7  | 9 giugno 2022 | ISBN 978-4-06-528174-1                                                      | 18 aprile 2024   | ISBN 978-88-287-8399-2 |
| 7  | Capitoli - 51. Belva (獣?, Jū) - 52. Conclusione (決着?, Ketchaku) - 53. Aspirazione (憧れ?, Akogare) - 54. Re:Start (Re:start?) - 55. Bentornati (おかえり?, Okaeri) - 56. Visita (訪問?, Hōmon) - 57. Veniamo a trovarti (お見舞い?, Omimai) - 58. Consiglio (相談?, Sōdan) |                                                                             |                  |                        |
| 8  | 9 agosto 2022 | ISBN 978-4-06-528846-7                                                      | 13 giugno 2024   | ISBN 978-88-287-8900-0 |
| 8  | Capitoli - 59. La lezione del senpai (先輩の教え?, Senpai no oshie) - 60. Un posto al mondo (居場所?, Ibasho) - 61. Riunione fra amici (親睦会?, Shinbokukai) - 62. Una camelia (椿?, Tsubaki) - 63. Un appuntamento? (デート??, Dēto?) - 64. Quando era un ragazzo (少年時代?, Shōnen jidai) - 65. Dimostrare gratitudine (恩返し?, Ongaeshi) - 66. Un sentimento segreto (密かな想い?, Hisokana omoi) |                                                                             |                  |                        |
| 9  | 7 ottobre 2022 | ISBN 978-4-06-529412-3                                                      | 8 agosto 2024    | ISBN 978-88-287-9430-1 |
| 9  | Capitoli - 67. Il quartiere di sera (宵の街?, Yoi no machi) - 68. Progressi (進歩?, Shinpo) - 69. Addestramento speciale (特訓?, Tokkun) - 70. Quelli della guardia notturna (夜廻り衆?, Yomawari shū) - 71. Rapporto tra sorelle (姉妹関係?, Shimai kankei) - 72. I custodi della notte (夜の番人?, Yoru no ban'nin) - 73. Un fronte comune (共同戦線?, Kyōdō sensen) - 74. Fuorilegge (無法者?, Muhōmono) |                                                                             |                  |                        |
| 10 | 6 gennaio 2023 | ISBN 978-4-06-530343-6                                                      | 17 ottobre 2024  | ISBN 979-12-21900-66-8 |
| 10 | Capitoli - 75. Ansia (憂い?, Ui) - 76. La richiesta di una ragazza (少女の願い?, Shōjo no negai) - 77. Shall We Dance? (Shall We Dance??) - 78. Un ballo scatenato (乱舞?, Ranbu) - 79. Il motivo della forza (強さの理由?, Tsuyosa no riyū) - 80. Ideale e realtà (理想と現実?, Risō to genjitsu) - 81. Insorgere (決起?, Kekki) - 82. Una mano d'aiuto (救いの手?, Sukuinote) |                                                                             |                  |                        |
| 11 | 7 aprile 2023 | ISBN 978-4-06-531234-6                                                      | 19 dicembre 2024 | ISBN 979-12-21903-73-7 |
| 11 | Capitoli - 83. Recupero (再生?, Saisei) - 84. Belle parole (綺麗事?, Kireigoto) - 85. Miccia (口火?, Kuchibi) - 86. Ira (逆鱗?, Gekirin) - 87. Dopo la bufera (嵐のあと?, Arashi no ato) - 88. Assemblea urgente (緊急会議?, Kinkyū kaigi) - 89. I tempi andati (昔日?, Sekijitsu) - 90. L'ombra (影?, Kage) |                                                                             |                  |                        |
| 12 | 8 giugno 2023 | ISBN 978-4-06-531879-9                                                      | 20 febbraio 2025 | ISBN 979-12-21910-50-6 |
| 12 | Capitoli - 91. La forza per chi (誰が為の強さ?, Daregatame no tsuyosa) - 92. Dichiarazione di guerra (宣戦布告?, Sensen fukoku) - 93. Hajime Umemiya/Infanzia ① (梅宮一/少年時代 1?, Umemiya ichi/shōnen jidai 1) - 94. Hajime Umemiya/Infanzia ② (梅宮一/少年時代 2?, Umemiya ichi/shōnen jidai 2) - 95. Hajime Umemiya/Infanzia ③ (梅宮一/少年時代 3?, Umemiya ichi/shōnen jidai 3) - 96. Hajime Umemiya/I capitoli della determinazione ① (梅宮一/立志編?, Umemiya ichi/risshi-hen) - 97. Hajime Umemiya/I capitoli della determinazione ② (梅宮一/立志編 2?, Umemiya ichi/risshi-hen 2) - 98. Il posto che voglio proteggere (守りたい場所?, Mamoritai basho) |                                                                             |                  |                        |
| 13 | 8 agosto 2023 | ISBN 978-4-06-532670-1                                                      | 26 giugno 2025   | ISBN 979-12-21915-15-0 |
| 13 | Capitoli - 99. Consiglio militare (軍議?, Gun gi) - 100. Fuoco ai cannoni, si alza il sipario! (国崩大火開演?, Kokuhō taika kaien) - 101. Lavoro di squadra (チームワーク?, Chīmu Wāku) - 102. Compagni (相棒?, Aibō) - 103. Nuvole nere (暗雲?, An'un) - 104. Ospiti indesiderati (招かれざる客?, Maneka rezaru kyaku) - 105. Fuochi segnaletici (烽?, Hōen) - Speciale |                                                                             |                  |                        |
| 14 | 9 novembre 2023 | ISBN 978-4-06-533549-9                                                      | settembre 2025   | ISBN 979-12-21927-29-0 |
| 14 | Capitoli - 106. (集いし猛者?, Tsudoishi mosa) - 107. (決意?, Ketsui) - 108. (為すべきこと?, Nasubeki koto) - 109. (新たな景色?, Aratana keshiki) - 110. (教育?, Kyōiku) - 111. (退屈な日々?, Taikutsuna hibi) - 112. (逡巡の先に?, Shunjun no saki ni) - 113. (激震?, Gekishin) |                                                                             |                  |                        |
| 15 | 9 gennaio 2024 | ISBN 978-4-06-534179-7                                                      | —                | —                      |
| 15 | Capitoli - 114. (死線?, Shisen) - 115. (救世主?, Kyūseishu) - 116. (獅子奮迅?, Shishifunjin) - 117. (怪物?, Kaibutsu) - 118. (価値観?, Kachikan) - 119. (拳の使い道?, Ken no tsukaimichi) - 120. (闘争?, Tōsō) - 121. (王子様?, Ōji-sama) |                                                                             |                  |                        |
| 16 | 8 marzo 2024 | ISBN 978-4-06-534870-3                                                      | —                | —                      |
| 16 | Capitoli - 122. (恋の価値?, Koi no kachi) - 123. (咆哮?, Hōkō) - 124. (嫌いな自分?, Kiraina jibun) - 125. (閃光?, Senkō) - 126. (あなたの隣に?, Anata no tonari ni) - 127. (狂喜乱舞?, Kyōki ranbu) - 128. (快楽?, Kairaku) - 129. (憤怒?, Fundo) |                                                                             |                  |                        |
| 17 | 9 maggio 2024 | ISBN 978-4-06-535507-7                                                      | —                | —                      |
| 17 | Capitoli - 130. (痛みの果て?, Itami no hate) - 131. (標的?, Hyōteki) - 132. (駆けろ?, Kakero) - 133. (対峙?, Taiji) - 134. (待ち焦がれた瞬間?, Machikogareta shunkan) - 135. (獅子の一撃?, Shishi no ichigeki) - 136. (百獣の王?, Hyakujū no ō) - 137. (バトン?, Baton) |                                                                             |                  |                        |
| 18 | 7 agosto 2024 | ISBN 978-4-06-536127-6                                                      | —                | —                      |
| 18 | Capitoli - 138. (開花?, Kaika) - 139. (怒りの理由?, Ikari no wake) - 140. (在るべき姿?, Arubeki sugata) - 141. (本命?, Honmei) - 142. (天啓?, Tenkei) - 143. (歓喜?, Kanki) - 144. (綻び?, Hokorobi) |                                                                             |                  |                        |
| 19 | 8 ottobre 2024 | ISBN 978-4-06-537189-3                                                      | —                | —                      |
| 19 | Capitoli - 145. (深淵?, Shin'en) - 146. (再起?, Saiki) - 147. (もう一度?, Mōichido) - 148. (決死?, Kesshi) - 149. (勝敗の行方?, Shōhai no yukue) - 150. (本懐?, Honkai) - 151. (着火?, Chakka) - 152. (象徴?, Akashi) |                                                                             |                  |                        |
| 20 | 8 gennaio 2025 | ISBN 978-4-06-538060-4 (ed. regolare) ISBN 978-4-06-538331-5 (ed. limitata) | —                | —                      |
| 20 | Capitoli - 153. (熱?, Netsu) - 154. (烈火?, Rekka) - 155. (誓い?, Chikai) - 156. (オーバーヒート?, Ōbāhīto) - 157. (残火?, Zanka) - 158. (国崩大火 終演?, Kunikuzushi taika shūen) - 159. (祝杯?, Shukuhai) - 160. (雪解け?, Yukidoke) |                                                                             |                  |                        |
| 21 | 7 marzo 2025 | ISBN 978-4-06-538840-2 (ed. regolare) ISBN 978-4-06-538988-1 (ed. limitata) | —                | —                      |
| 21 | Capitoli - 161. (霧は晴れて?, Kiri wa harete) - 162. (それぞれの想い?, Sorezore no omoi) - 163. (悩みの種?, Nayami no tane) - 164. (しがらみ?, Shigarami) - 165. (安息?, Ansoku) - 166. (内なる想い?, Uchinaru omoi) - 167. (芽生え?, Mebae) - 168. (色づき?, Irodzuki) - 169. (夏休み?, Natsuyasumi) |                                                                             |                  |                        |
| 22 | 9 giugno 2025 | ISBN 978-4-06-539749-7                                                      | —                | —                      |
| 22 | Capitoli - 170. (再燃?, Sainen) - 171. (団欒?, Danran) - 172. (訪問?, Hōmon) - 173. (軋轢?, Atsureki) - 174. (胸の内?, Mune no uchi) - 175. (追跡?, Tsuiseki) - 176. (大切な人?, Taisetsuna hito) |                                                                             |                  |                        |
| 23 | 9 settembre 2025 | ISBN 978-4-06-540692-2                                                      | —                | —                      |

#### Capitoli non ancora in formatotankōbon
Questa lista è suscettibile di variazioni e potrebbe essere incompleta o non aggiornata.

- 177.  (強さの形?, Tsuyosa no katachi)
- 178.  (姉弟?, Kyōdai)
- 179.  (夏祭り?, Natsu matsuri)
- 180.  (鰐島勇吾?, Wanijima Yūgo)
- 181.  (灯火?, Touka)
- 182.  (歓迎会?, Kangeikai)
- 183.  (心の棘?, Kokoro no toge)
- 184.  (隣り合わせ?, Tonariawase)
- 185.  (輪?, Wa)
- 186.  (激昂?, Gekikō)
- 187.  (恩人?, Onjin)
- 188.  (新学期?, Shin gakki)
- 189.  (楓川?, Momijikawa)

### Anime

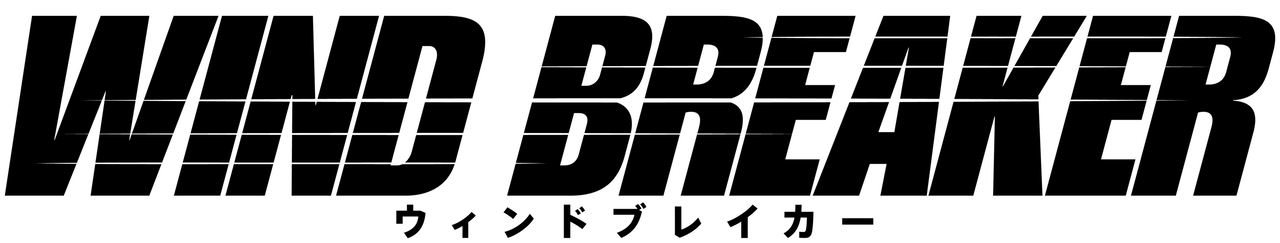
Logo della serie

Un adattamento anime prodotto da CloverWorks è stato annunciato il 30 marzo 2023. La regia è di Toshifumi Akai, la sceneggiatura di Hiroshi Seko, il character design di Taishi Kawakami e la colonna sonora di Ryo Takahashi. La serie è stata trasmessa dal 4 aprile al 27 giugno 2024 nel contenitore Super Animeism Turbo sulle emittente affiliate alla JNN, tra cui MBS e TBS. La sigla d'apertura è Zettai Reido (絶対零度?) di Natori, mentre quella di chiusura è Muteki (無敵?) di Young Kee. I diritti per la distribuzione al di fuori dell'Asia sono stati acquistati da Crunchyroll che ha pubblicato la serie in simulcast in versione sottotitolata in vari Paesi, tra cui l'Italia. Muse Communication ha concesso in licenza la serie nel sud-est asiatico. Il doppiaggio italiano, pubblicato il 9 luglio 2025, è curato da Transperfect Italia di Milano sotto la direzione di Simone Marzola. L'adattamento dei dialoghi dell'edizione italiana è stato effettuato da Simone Lupinacci e Luca Sandri.
A seguito dell'ultimo episodio è stata annunciata la seconda stagione che è andata in onda dal 3 aprile al 19 giugno 2025. La sigla d'apertura è Boyz dei SixTones, mentre quella di chiusura è It's myself degli shytaupe.

#### Episodi

##### Prima stagione
| Nº serie | Nº | Titolo italiano Giapponese 「Kanji」 - Rōmaji                           | In onda        | In onda       |
| Nº serie | Nº | Titolo italiano Giapponese 「Kanji」 - Rōmaji                           | Giapponese     | Italiano      |
| 1        | 1  | Sakura e il Furin 「サクラとフウリン」 - Sakura to Fūrin                | 4 aprile 2024  | 9 luglio 2025 |
| 2        | 2  | L'eroe che ammiro 「憧れのヒーロー」 - Akogare no Hīrō                  | 11 aprile 2024 | 9 luglio 2025 |
| 3        | 3  | Colui che ha raggiunto la vetta 「頂に立つ男」 - Itadaki ni tatsu otoko | 18 aprile 2024 | 9 luglio 2025 |
| 4        | 4  | Scontro 「衝突」 - Shōtotsu                                             | 25 aprile 2024 | 9 luglio 2025 |
| 5        | 5  | L'uomo dal cuore tenero 「優しい男」 - Yasashī otoko                    | 2 maggio 2024  | 9 luglio 2025 |
| 6        | 6  | Seguire le sue orme 「その背中を追って」 - Sono senaka o otte           | 9 maggio 2024  | 9 luglio 2025 |
| 7        | 7  | Una sfida da vincere 「負けられない戦い」 - Make rarenai tatakai        | 16 maggio 2024 | 9 luglio 2025 |
| 8        | 8  | Eredita quei pensieri 「思いを継いで」 - Omoi o tsuide                  | 23 maggio 2024 | 9 luglio 2025 |
| 9        | 9  | Lo stile Umemiya 「梅宮の流儀」 - Umemiya no ryūgi                      | 30 maggio 2024 | 9 luglio 2025 |
| 10       | 10 | Conversazione 「対話」 - Taiwa                                          | 6 giugno 2024  | 9 luglio 2025 |
| 11       | 11 | Un nuovo amico 「新たな級友」 - Aratana tomo                            | 13 giugno 2024 | 9 luglio 2025 |
| 12       | 12 | Colui su cui si può contare 「頼られる者」 - Tayora reru mono           | 20 giugno 2024 | 9 luglio 2025 |
| 13       | 13 | Per il bene di un amico 「友のため」 - Tomo no tame                     | 27 giugno 2024 | 9 luglio 2025 |

##### Seconda stagione
| Nº serie | Nº | Titolo italiano Giapponese 「Kanji」 - Rōmaji                       | In onda        | In onda |
| Nº serie | Nº | Titolo italiano Giapponese 「Kanji」 - Rōmaji                       | Giapponese     |         |
| 14       | 1  | Rabbia 「怒り」 - Ikari                                             | 3 aprile 2025  |         |
| 15       | 2  | Conclusione 「決着」 - Ketchaku                                     | 10 aprile 2025 |         |
| 16       | 3  | Re:start 「Re:start」                                               | 17 aprile 2025 |         |
| 17       | 4  | La lezione del senpai 「先輩の教え」 - Senpai no oshie              | 24 aprile 2025 |         |
| 18       | 5  | Il luogo dove stare 「居場所」 - Ibasho                             | 1º maggio 2025 |         |
| 19       | 6  | Sentimento segreto 「密かな想い」 - Hisokana omoi                   | 8 maggio 2025  |         |
| 20       | 7  | La città della sera 「宵の街」 - Yoi no machi                       | 15 maggio 2025 |         |
| 21       | 8  | Fronti comuni 「共同戦線」 - Kyōdō sensen                           | 22 maggio 2025 |         |
| 22       | 9  | Shall We Dance? 「Shall We Dance?」                                 | 29 maggio 2025 |         |
| 23       | 10 | Salvezza 「救いの手」 - Sukuinote                                   | 5 giugno 2025  |         |
| 24       | 11 | Dopo la tempesta 「嵐のあと」 - Arashi no ato                       | 12 giugno 2025 |         |
| 25       | 12 | Per chi esiste questa forza 「誰が為の強さ」 - Dare tame no tsuyosa | 19 giugno 2025 |         |

### Film live-action
Un adattamento cinematografico live-action è stato annunciato il 20 giugno 2025. Distribuito da Warner Bros., il film è diretto da Kentarō Hagiwara, con la sceneggiatura scritta da Yōsuke Masaike. Il debutto in Giappone è previsto per dicembre 2025.

### Teatro
Un adattamento teatrale del manga, intitolato Stage: Wind Breaker (舞台WIND BREAKER?, Butai Uindo Bureikā), è stato annunciato nel settembre 2024. La rappresentazione si è svolta dal 1º al 3 gennaio 2025 presso la WW Hall del Cool Japan Park di Osaka e dal 10 al 19 gennaio 2025 presso il Theater H di Tokyo. Lo spettacolo è diretto da Go Ueki e la sceneggiatura è scritta da Kaori Miura. Il cast presenta Ryoga Ishikawa nel ruolo di Haruka Sakura, Hiroki Sana nel ruolo di Hajime Umemiya, Shunichi Takahashi nel ruolo di Tōma Hiragi, Yūto Andō nel ruolo di Hayato Suō, Taiga Nakamoto nel ruolo di Kyōtarō Sugishita e Kazan Yokoyama nel ruolo di Akihiko Nirei.

### Videogioco
Un adattamento videoludico, intitolato Wind Breaker furyō-tachi no eiyūtan (WIND BREAKER 不良たちの英雄譚? lett. "Wind Breaker: Storie eroiche di delinquenti"), è stato annunciato durante l'evento "Tōfū Shōtengai Halloween Matsuri" il 13 ottobre 2024.

## Accoglienza
La serie si è classificata al 20º posto al Next Manga Award 2021 nella categoria web manga. All'AnimeJapan 2022 la serie si è classificata al nono posto in un sondaggio che chiedeva quali manga le persone vogliono vedere animati.
A marzo 2022 la serie ha venduto oltre 1,22 milioni di copie tra la sua versione digitale e quella cartacea.